# Західнорусизм
Західнорусизм — історико-культурна та політична течія в Білорусі у XIX—XX сторіччях, прихильники якої розглядали білорусів як самобутню частину єдиного «руського народу»..

## Ідеологія
Прибічники «західнорусизму» виходили з тези, що східнослов'янське населення Білорусі поділяє разом з росіянами спільну ідентичність, та складає один народ, хоча не заперечували самобутніх рис білорусів як частини цього народу. Ця ідентичність, на їх думку виходила зі спільної спадщини Київської Руси, близькості мови (особливо розмовної), єдиної релігійної традиції і т. д. Перебування Білорусі у складі Речі Посполитої було, на їх думку, періодом полонізації та денаціоналізації, яка посилила відмінності між білорусами та росіянами . Відповідно вони вважали історично обґрунтованим та правильним політичну єдність Росії та Білорусі і виступали різко проти білоруського націоналізму, як і польських претензій на відновлення Речі Посполитої в колишніх межах

## Розвиток та течії
Єдиної точки зору на час виникнення ідеології західнорусизму не існує. Деякі історики вважають, що вперше близькі до західнорусизму ідеї були викладені єпископом Йосифом Семашком, ініціатором Полоцького собору у 1830 році. Інші вважають, що вони спираються на так зване «дисидентське питання» у Речі Посполитій (тобто боротьбу католиків та православних білорусів) та почали формуватися вже у кінці XVIII століття . Одним з чолових ідеологів та популяризаторів західнорусизму як течії був історик Михайло Коялович (власне, назва «західнорусизм» походить від його роботи «Читання з історії Західної Росії»). Його ідеї пропагували і розробляли історики Платон Жукович, Костянтин Харлампович, Іван Григорович, також ідеї «західнорусизму» поділяли публицисти Лук'ян Солоневич та його син Борис, етнографи Іван Носович, Олексій Сапунов, філософ Микола Лоський та ін. На близьких до західноруссизму позиціях стояв Юхим Карський. На початку XX переважна більшість прибічників західнорусизму опинилося у правому таборі, хоча спектр їх поглядів коливався досить широко — від чорносотенства до поміркованого конституціоналізму. На вибори у Державну думу вони зазвичай йшли у складі відповідних російських партій. Їх погляди видображали газети та часописи «Северо-Западная жизнь», «Белорусский вестник», «Минское слово», «Вестник Западной России», «Минское русское слово».

## Традиції
Після Лютневої революції та Громадянської війни в СРСР була офіційно проголошено існування білоруської нації, та ідеї «західнорусизму» офіційно відкинуто. Деякі емігранти намагалися пропагувати їх у Західній Білорусі, яка належала Польщі. Проте у 1990-х роках окремі громадські діячі та науковці Білорусі проявили зацікавленість ідеями «західнорусизму» та висловили погляди які певною мірою є його продовженням (наприклад). Окремих політичних сил, які б проголосили себе наступниками «західнорусистів», проте не виникло.